# Démographie de l'État de New York

Population des principaux États des États-Unis, en millions d'habitants

La démographie de l'État de New York se caractérise par une grande part d'immigrés. Selon le bureau du recensement des États-Unis, l'État de New York est le quatrième plus peuplé des États-Unis, avec plus de 19 millions d'habitants, soit 12,5 % de la population américaine. Sa population se concentre dans les agglomérations de New York et Buffalo.
Selon les estimations de 2004, 20,4 % de la population est née à l'étranger. New York est vue comme la ville comptant le plus grand nombre de résidents étrangers en Amérique, encore plus que Los Angeles et Miami depuis la fin du XXe siècle. Les plus grands groupes ethniques de l'État de New York sont les Afro-Américains (15,8 %), les Italiens (14,4 %), les Hispaniques (14,2 %), les Irlandais (12,9 %), les Allemands (11,1 %), les Anglais (6 %) et les Polonais (5,27 %). 1,5 % de la population de l'État est multiracial.

## Caractéristiques de la population
| Indicateur                             | New York | États-Unis |
| -------------------------------------- | -------- | ---------- |
| Personnes de moins de 5 ans            | 5,9 %    | 6,2 %      |
| Personnes de moins de 18 ans           | 21,2 %   | 22,8 %     |
| Personnes de plus de 65 ans            | 15,3 %   | 15,2 %     |
| Femmes                                 | 51,6 %   | 50,8 %     |
| Personnes par foyer                    | 2,63     | 2,64       |
| Vétérans                               | 5,1 %    | 8,0 %      |
| Personnes nées étrangères à l'étranger | 22,6 %   | 13,2 %     |
| Personnes étrangères                   | 10,3 %   | 7,0 %      |
| Personnes sans assurance maladie       | 7,0 %    | 10,1 %     |
| Personnes avec un handicap             | 7,5 %    | 8,6 %      |
| Revenus annuels                        | 34 212 $ | 29 829 $   |
| Personnes sous le seuil de pauvreté    | 14,7 %   | 12,7 %     |
| Diplômés du lycée                      | 85,9 %   | 87,0 %     |
| Diplômés de l'université               | 34,7 %   | 30,3 %     |

## Répartition ethnique

Groupe majoritaire par comté en 2016 :
Hispaniques < 30 %
Hispaniques 50-60 %
Blancs non hispaniques 30-40 %
Blancs non hispaniques 40-50 %
Blancs non hispaniques 50-60 %
Blancs non hispaniques 60-70 %
Blancs non hispaniques 70-80 %
Blancs non hispaniques 80-90 %
Blancs non hispaniques > 90 %

| Groupe            | New York | États-Unis |  |
| ----------------- | -------- | ---------- |  |
| Blancs            | 66,8     | 72,4       |  |
| Afro-Américains   | 15,9     | 12,6       |  |
| Asiatiques        | 7,3      | 4,8        |  |
| Métis             | 3,0      | 2,9        |  |
| Autres            | 7,5      | 6,4        |  |
| Amérindiens       | 0,6      | 0,9        |  |
| Total             | 100      | 100        |  |
|                   |          |            |  |
| Latino-Américains | 17,6     | 16,7       |  |

### Hispaniques et Latinos
En 2010, les Hispaniques et Latinos sont majoritaires dans le comté de Bronx, où ils représentent 53,5 % de la population.
| Groupe       | Nombre    | % de la population |
| ------------ | --------- | ------------------ |
| Portoricains | 1 070 558 | 5,5                |
| Dominicains  | 674 787   | 3,5                |
| Mexicains    | 457 288   | 2,4                |
| Équatoriens  | 228 216   | 1,2                |
| Autres       | 986 073   | 5,1                |
| Total        | 3 416 922 | 17,6               |

Selon l'American Community Survey, pour la période 2011-2015, 84,69 % de la population hispanique âgée de plus de 5 ans déclare parler l'espagnol à la maison, 14,20 % déclare parler l'anglais et 1,11 % une autre langue.

### Amérindiens
| Tribu                           | Population | % de la population amérindienne |
| ------------------------------- | ---------- | ------------------------------- |
| Iroquois                        | 26 567     | 12,02                           |
| Cherokees                       | 16 947     | 7,67                            |
| Amérindiens d'Amérique du Sud   | 13 078     | 5,92                            |
| Amérindiens d'Amérique centrale | 8 602      | 3,89                            |
| Amérindiens du Mexique          | 7 439      | 3,37                            |
| Blackfeet                       | 4 496      | 2,03                            |
| Hispano-Amérindiens             | 3 506      | 1,59                            |